# Oxira afghana
Oxira afghana là một loài bướm đêm trong họ Noctuidae.